# Transportgeschwader 4
La Transportgeschwader 4 (TG 4) (4e escadron de transport) est une unité de transport aérien de la Luftwaffe pendant la Seconde Guerre mondiale. 

## Organisation

### Stab. Gruppe
Le Stab./TG 4 est formé en mai 1943.

Il est dissous le 20 octobre 1944.

Geschwaderkommodore (Commandant de l'escadron) :
| Début    | Fin             | Grade  | Nom              |
| -------- | --------------- | ------ | ---------------- |
| Mai 1943 | 1944            | Oberst | Richard Kupschus |
| 1944     | 20 octobre 1944 | Major  | Reimann          |

### I. Gruppe
Formé en mai 1943 à partir du Kampfgruppe zur besonderen Verwendung 105 (KGrzbV 105) avec :
- Stab I./TG 4 à partir du Stab/KGrzbV 105
- 1./TG 4 à partir du 1./KGrzbV 105
- 2./TG 4 à partir du 2./KGrzbV 105
- 3./TG 4 à partir du 3./KGrzbV 105
- 4./TG 4 à partir du 4./KGrzbV 105

Le I./TG 4 est dissous en octobre 1944.

Gruppenkommandeure (Commandant de groupe) :
| Début             | Fin               | Grade          | Nom                  |
| ----------------- | ----------------- | -------------- | -------------------- |
| 18 mai 1943       | 13 mai 1944       | Major          | Rüdiger Jakob        |
| 13 mai 1944       | 28 juillet 1944   | Oberst         | Josef Kögl           |
| 28 juillet 1944   | 24 septembre 1944 | Oberstleutnant | Emil Herbst          |
| 24 septembre 1944 | Octobre 1944      | Major          | Kurt Schneidenberger |

### II. Gruppe
Formé en mai 1943 à partir du Kampfgruppe zur besonderen Verwendung 500 (KGrzbV 500) avec :
- Stab II./TG4 à partir du Stab/KGrzbV 500
- 5./TG 4 à partir du 1./KGrzbV 500
- 6./TG 4 à partir du 2./KGrzbV 500
- 7./TG 4 à partir du 3./KGrzbV 500
- 8./TG 4 à partir du 4./KGrzbV 500

Le II./TG 4 est dissous en octobre 1944.

Gruppenkommandeure :
| Début           | Fin             | Grade          | Nom             |
| --------------- | --------------- | -------------- | --------------- |
| 15 mai 1943     | 24 février 1944 | Oberstleutnant | Werner Hoffmann |
| 24 février 1944 | 28 juillet 1944 | Major          | Emil Herbst     |
| ?               | ?               | ?              | ?               |

### III. Gruppe
Formé en mai 1943 à partir du Kampfgruppe zur besonderen Verwendung 400 (KGrzbV 400) avec :
- Stab III./TG 4 à partir du Stab/KGrzbV 400
- 9./TG 4 à partir du 1./KGrzbV 400
- 10./TG 4 à partir du 2./KGrzbV 400
- 11./TG 4 à partir du 3./KGrzbV 400
- 12./TG 4 à partir du 4./KGrzbV 400

Gruppenkommandeure :
| Début           | Fin        | Grade     | Nom                   |
| --------------- | ---------- | --------- | --------------------- |
| Mai 1943        | 1944       | Major     | Herbert Heyer         |
| 1944            | 1944       | Hauptmann | Wenning               |
| 1944            | 1944       | Hauptmann | Jakobs                |
| 24 octobre 1944 | 8 mai 1945 | Hauptmann | Hans-Hermann Brambach |

### IV. Gruppe
Formé en mai 1943 à partir du Kampfgruppe zur besonderen Verwendung 700 (KGrzbV 700) avec :
- Stab IV./TG 4 from Stab/KGrzbV 700
- 13./TG 4 from 1./KGrzbV 700
- 14./TG 4 from 2./KGrzbV 700
- 15./TG 4 from 3./KGrzbV 700
- 16./TG 4 from 4./KGrzbV 700

En août 1944, le 14./TG 4 absorbe le Lufttransportstaffel 5, le 15./TG 4 absorbe les restes du I./TG 5 et le 16./TG 4 les restes du II./TG 5. 

Gruppenkommandeure :
| Début             | Fin               | Grade     | Nom                    |
| ----------------- | ----------------- | --------- | ---------------------- |
| Mai 1943          | 18 septembre 1943 | Major     | Ferdinand Muggenthaler |
| 18 septembre 1943 | Mai 1945          | Hauptmann | Heinrich Hans          |